# Liste der Monuments historiques in Loivre
Die Liste der Monuments historiques in Loivre führt die Monuments historiques in der französischen Gemeinde Loivre auf.

## Liste der Objekte
| Bezeichnung                       | Beschreibung                                                                                  | Standort                            | Kennzeichnung | Schutzstatus    | Datum  | Bild |
| --------------------------------- | --------------------------------------------------------------------------------------------- | ----------------------------------- | ------------- | --------------- | ------ | ---- |
| Skulptur Heilige Barbara          | Stein, farbig gefasst, 16. Jahrhundert; während des Ersten Weltkriegs zerstört                | in der Kirche St-Remi (Lage)        | PM51001513    | Classé gelöscht | ? 1959 |      |
| Zwölf-Apostel-Retabel             | Fragment; Stein, 16. Jahrhundert                                                              | in der Kirche St-Remi (Lage)        | PM51000516    | Classé          | 1908   |      |
| Pietà                             | Stein, 16. Jahrhundert                                                                        | außen bei der Kirche St-Remi (Lage) | PM51000514    | Classé          | 1908   |      |
| Skulptur Heiliger Sebastian       | Holz, 16. Jahrhundert                                                                         | in der Kirche St-Remi (Lage)        | PM51000515    | Classé          | 1908   |      |
| Grablegungsgruppe                 | Fragmente; Stein, farbig gefasst, 16. Jahrhundert                                             | in der Kirche St-Remi (Lage)        | PM51000517    | Classé          | 1915   |      |
| Gemälde Familie bei der Kommunion | Votivgabe; Ölfarbe auf Leinwand, 17. Jahrhundert; wohl während des Ersten Weltkriegs zerstört | in der Kirche St-Remi (Lage)        | PM51001514    | Classé gelöscht | ? 1959 |      |
| Skulptur Heiliger Vinzenz         | Holz, farbig gefasst, 16. Jahrhundert                                                         | in der Kirche St-Remi (Lage)        | PM51001828    | Inscrit         | 1991   |      |